# حزب کمونیست هند
حزب کمونیست هند حزبی سیاسی در هند است. دبیرکل کنونی آن آ.ب. باردهان است. این دولت در حال حاضر بخشی از جبهه چپ است و از دولت کنونی «ائتلاف پیشروی متحد» به رهبری کنگره ملی هند دفاع می‌کند (گرچه عضوی از آن نیست). این حزب در ایالت‌های بنگال غربی، مانیپور، کرالا و تریپورا بخشی از دولت ایالتی است و در بعضی کابینه‌ها، وزیر دارد.
فدراسیون سراسری جوانان هند سازمان جوانان این حزب است. فدراسیون ملی زنان هند، کنگره سراسری اتحادیه‌های کارگری هند، فدراسیون سراسری دانشجویان هند، از سایر سازمان‌های جنبی این حزب هستند.
در انتخابات مجلس ۲۰۰۴ حزب ۵ ۴۳۴ ۷۳۸ رای (۱٫۴٪, ۱۰ کرسی) دریافت کرد.

## تاریخ
در جنبش کمونیستی هند بر سر تاریخ تأسیس این حزب اختلاف نظر وجود دارد. خود حزب کمونیست ۲۶ دسامبر ۱۹۲۵ را روز تأسیس اعلام کرده‌است. اما حزب کمونیست هند (مارکسیست) (که از آن منشعب شده‌است) سال تأسیس را ۱۹۲۰ در اتحاد شوروی می‌داند.
در سال ۱۹۶۴ گروهی از این حزب منشعب شده و حزب کمونیست هند (مارکسیست) بنیان گذاشتند. این خود سرآغاز انشعابات متعدد در جنبش کمونیستی هند بود.

## در ادبیات
آروندهاتی روی در کتاب معروف «خدای چیزهای کوچک» که برنده جایزه بوکر شد، گریزی هم به تاریخ این حزب و ماجرای قدرت‌گیری و انشعاب در آن می‌زند.